# Gunni Pedersen
Gunni Pedersen es un deportista danés que compitió en vela en la clase Laser. Ganó una medalla de plata en el Campeonato Mundial de Laser de 1987.

## Palmarés internacional
| \| Campeonato Mundial \| Campeonato Mundial \| Campeonato Mundial \| Campeonato Mundial \| \| Año \| Lugar \| Medalla \| Clase \| \| ------------------ \| --------------------- \| ------------------ \| ------------------ \| \| 1987 \| Melbourne (Australia) \| Medalla de plata \| Laser \| |                       |                  |       |
| Campeonato Mundial |                       |                  |       |
| Año | Lugar                 | Medalla          | Clase |
| 1987 | Melbourne (Australia) | Medalla de plata | Laser |